# Segunda Epístola aos Coríntios
II Coríntios - é como é conhecida a segunda epístola de S. Paulo aos cristãos residentes na cidade grega de Corinto.
Segundo a tradição cristã, o apóstolo teria escrito quatro cartas à Igreja em Corinto, das quais duas encontram-se perdidas atualmente, de maneira que II Coríntios pode ter sido a quarta epístola.
Em I Coríntios, Paulo havia dado várias advertências e ensinamentos aos cristãos dessa cidade. Contudo, alguns falsos mestres questionaram sua autoridade apostólica, caluniando-o.

## Autoria
O autor da epístola foi Paulo, o que pode ser verificado durante a sua leitura, quando o apóstolo menciona o seu relacionamento com essa igreja. Além do mais, seu texto contém muitas informações autobiográficas, devendo ser consideradas as referências às pessoas que eram do convívio do apóstolo.

## Data
A data provável que a epístola foi escrita teria sido por volta dos anos 55 a 57 da era cristã, poucos meses depois da primeira carta, quando Paulo encontrava-se em algum lugar da província romana da Macedônia, em sua terceira viagem missionária. Na ocasião, o apóstolo estava visitando as igrejas que havia fundado em sua segunda viagem.
De acordo com alguns estudos, esta epístola pode ter sido escrita durante o final do verão ou no outono do ano 56 já que havia prometido passar o inverno em Corinto.

## Conteúdo
Em sua segunda epístola aos coríntios, Paulo, colocando-se como um humilde servo de Cristo, lembra aos seus leitores sobre o começo de seu relacionamento com a Igreja em Corinto que foi sempre íntegro e reto.
Paulo ataca veementemente os falsos mestres que buscavam enganar os cristãos dessa Igreja, afastando-os dos verdadeiros propósitos do Evangelho pregado.
Assim, Paulo demonstra sua autoridade como apóstolo e exorta os coríntios amorosamente para que se submetam à verdade divina, rejeitando as falsas doutrinas.
Além disso, Paulo encoraja a igreja a enfrentar as provações, lembrando-os que ao chegarem ao céu receberiam novos corpos e pede que sejam feitas doações para os pobres da Igreja em Jerusalém.